# مسکو (آیووا)
مسکو (به انگلیسی: Moscow) یک منطقهٔ مسکونی در ایالات متحده آمریکا است که در شهرستان ماسکاتین، آیووا واقع شده‌است. مسکو ۱۹۹٫۰۴ متر بالاتر از سطح دریا واقع شده‌است.